# 锈宽胸蝇虎
锈宽胸蝇虎（学名：Rhene rubrigera）为跳蛛科宽胸蝇虎属的动物。分布于印度至苏门答腊、墨西哥以及中国大陆的湖北、湖南、广东、云南等地。